# Ingūna Erneste
Ingūna Erneste est une joueuse d'échecs lettonne née le 23 mai 1966 à Riga. Elle a le titre de grand maître international féminin depuis 1992.

## Biographie et carrière
Ingūna Erneste remporta la médaille de bronze au championnat d'Europe d'échecs junior de 1984. Elle gagna le championnat féminin de Lettonie en 1989 et 2002 et finit troisième du championnat d'URSS féminin en 1991
Elle représenta la Lettonie lors de sept olympiades féminines : en 1992 (au 1er échiquier), 1994, 2004, 2008, 2012, 2014 et 2016,.